# Persone di nome Andrea/Allenatori di calcio
| Questa pagina contiene informazioni ricavate automaticamente dalle voci biografiche con l'ausilio del template Bio e di un bot. L'aggiornamento è periodico e automatico e ricostruisce completamente la pagina. Se manca una persona in questa lista, sei pregato di non aggiungerla, ma accertati piuttosto che la sua voce biografica contenga il template Bio e che i dati anagrafici siano correttamente compilati. Se il template Bio manca, inseriscilo tu stesso o, in alternativa, metti l'avviso {{tmp\|Bio}} che ne segnala la mancanza. Se i dati riportati sono sbagliati, correggi direttamente la voce biografica; le modifiche saranno visibili in questa lista entro pochi giorni. Per chiarimenti vedi il progetto antroponimi. La lista contiene solo le 60 persone che sono citate nell'enciclopedia e per le quali è stato implementato correttamente il template Bio. Pagina aggiornata al 22 lug 2025. |

Questa è una lista di persone presenti nell'enciclopedia che hanno il nome Andrea e sono allenatori di calcio.

## A(2)
- Andrea Agostinelli, allenatore di calcio e ex calciatore italiano (Ancona, n. 1957)
- Andrea Ardito, allenatore di calcio e ex calciatore italiano (Viareggio, n. 1977)

## B(9)
- Andrea Bassi, allenatore di calcio italiano (Firenze, n. 1932 - Acquapendente, † 1995)
- Andrea Bellini, allenatore di calcio e ex calciatore italiano (Prato, n. 1966)
- Andrea Bergamo, allenatore di calcio e ex calciatore italiano (Padova, n. 1964)
- Andrea Bernini, allenatore di calcio e ex calciatore italiano (Reggello, n. 1973)
- Andrea Bianchi, allenatore di calcio e ex calciatore italiano (Genova, n. 1969)
- Andrea Binotto, allenatore di calcio svizzero (Losanna, n. 1970)
- Andrea Bovo, allenatore di calcio e ex calciatore italiano (Mestre, n. 1986)
- Andrea Bricca, allenatore di calcio e ex calciatore italiano (Città di Castello, n. 1982)
- Andrea Bruniera, allenatore di calcio e ex calciatore italiano (Treviso, n. 1964)

## C(9)
- Andrea Campagnolo, allenatore di calcio e ex calciatore italiano (Rosà, n. 1978)
- Andrea Campana, allenatore di calcio e calciatore italiano (San Nazario, n. 1916 - † 1960)
- Andrea Camplone, allenatore di calcio e ex calciatore italiano (Pescara, n. 1966)
- Andrea Capitanio, allenatore di calcio e calciatore italiano (Venezia, n. 1907 - Trieste, † 1966)
- Andrea Caverzan, allenatore di calcio e ex calciatore italiano (Montebelluna, n. 1968)
- Andrea Conti, allenatore di calcio e ex calciatore italiano (Roma, n. 1977)
- Andrea Costa, allenatore di calcio e ex calciatore italiano (Reggio Emilia, n. 1986)
- Andrea Cuicchi, allenatore di calcio e ex calciatore italiano (Serra San Quirico, n. 1967)
- Andrea Cupi, allenatore di calcio e ex calciatore italiano (Frascati, n. 1976)

## D(5)
- Andrea Da Rold, allenatore di calcio e ex calciatore italiano (Belluno, n. 1972)
- Andrea De Falco, allenatore di calcio e ex calciatore italiano (Ancona, n. 1986)
- Andrea Del Bianco, allenatore di calcio e ex calciatore italiano (Pesaro, n. 1969)
- Andrea Di Cintio, allenatore di calcio e ex calciatore italiano (Pescara, n. 1971)
- Andrea Dossena, allenatore di calcio e ex calciatore italiano (Lodi, n. 1981)

## E(1)
- Andrea Esposito, allenatore di calcio e ex calciatore italiano (Galatina, n. 1986)

## G(2)
- Andrea Gessa, allenatore di calcio e ex calciatore italiano (Milano, n. 1980)
- Andrea Guerra, allenatore di calcio e ex calciatore italiano (Bolzano, n. 1972)

## I(2)
- Andrea Icardi, allenatore di calcio e ex calciatore italiano (Milano, n. 1963)
- Andrea Ivan, allenatore di calcio e ex calciatore italiano (Firenze, n. 1973)

## K(1)
- Andrea Gregar, allenatore di calcio e calciatore italiano (Fiume, n. 1900 - Domodossola, † 1977)

## L(3)
- Andrea Lazzari, allenatore di calcio e ex calciatore italiano (Bergamo, n. 1984)
- Andrea Lisuzzo, allenatore di calcio e ex calciatore italiano (Palermo, n. 1981)
- Andrea Loberto, allenatore di calcio italiano (Milano, n. 1974)

## M(7)
- Andrea Mandorlini, allenatore di calcio e ex calciatore italiano (Ravenna, n. 1960)
- Andrea Manzo, allenatore di calcio e ex calciatore italiano (Venezia, n. 1961)
- Andrea Marko, allenatore di calcio e ex calciatore albanese (Tirana, n. 1956)
- Andrea Mazzaferro, allenatore di calcio e ex calciatore italiano (Rapagnano, n. 1966)
- Andrea Mazzantini, allenatore di calcio e ex calciatore italiano (La Spezia, n. 1968)
- Andrea Mengoni, allenatore di calcio e ex calciatore italiano (Roma, n. 1983)
- Andrea Milani, allenatore di calcio e ex calciatore italiano (Latina, n. 1980)

## P(4)
- Andrea Pierobon, allenatore di calcio e ex calciatore italiano (Cittadella, n. 1969)
- Andrea Pirlo, allenatore di calcio e ex calciatore italiano (Flero, n. 1979)
- Andrea Pisanu, allenatore di calcio e ex calciatore italiano (Cagliari, n. 1982)
- Andrea Poggi, allenatore di calcio e ex calciatore italiano (Montignoso, n. 1966)

## R(2)
- Andrea Rabito, allenatore di calcio, dirigente sportivo e ex calciatore italiano (Monticello Conte Otto, n. 1980)
- Andrea Rocchigiani, allenatore di calcio e ex calciatore italiano (Firenze, n. 1967)

## S(7)
- Andrea Sandri, allenatore di calcio e ex calciatore italiano (Casale Monferrato, n. 1974)
- Andrea Sardini, allenatore di calcio e ex calciatore italiano (Mantova, n. 1967)
- Andrea Soncin, allenatore di calcio e ex calciatore italiano (Vigevano, n. 1978)
- Andrea Sottil, allenatore di calcio e ex calciatore italiano (Venaria Reale, n. 1974)
- Andrea Stimpfl, allenatore di calcio e calciatore italiano (Bolzano, n. 1959 - Aci Trezza, † 2008)
- Andrea Stramaccioni, allenatore di calcio e opinionista italiano (Roma, n. 1976)
- Andrea Sussi, allenatore di calcio e ex calciatore italiano (Firenze, n. 1973)

## T(3)
- Andrea Tarozzi, allenatore di calcio e ex calciatore italiano (Sasso Marconi, n. 1973)
- Andrea Tricarico, allenatore di calcio e ex calciatore italiano (Cetraro, n. 1983)
- Andrea Turato, allenatore di calcio e ex calciatore italiano (Salò, n. 1974)

## V(1)
- Andrea Valdinoci, allenatore di calcio e ex calciatore italiano (Firenze, n. 1945)

## Z(2)
- Andrea Zanchetta, allenatore di calcio e ex calciatore italiano (Gaglianico, n. 1975)
- Andrea Zanuttig, allenatore di calcio, dirigente sportivo e ex calciatore italiano (Monfalcone, n. 1966)